# 小行星2980
小行星2980（2980 Cameron）是一颗绕太阳运转的小行星，为主小行星带小行星。该小行星于1981年3月2日发现。
該小行星以加拿大天體物理學家阿拉斯泰爾·G·W·卡梅倫命名。

## 轨道参数
小行星2980的轨道半长轴为2.5700858 UA，离心率为0.180。